# آرثر هوفمان (سياسي)
آرثر هوفمان (بالألمانية: Arthur Hoffmann)‏ هو مقاوم وسياسي ألماني، ولد في 29 سبتمبر 1900 في سيليزيا في التشيك، وتوفي في 12 يناير 1945 في درسدن في ألمانيا. نشط حزبياً في الحزب الشيوعي في ألمانيا.